# テクノアニミズム
テクノアニミズム（英：Techno-animism）は、技術に人間的および精神的な特性が吹き込まれるといった技術的かつ実践的な文化観念 。テクノロジー、人間性、宗教を1つの実体に統合できると想定し、人類学の理論として、人間に関する技術の物質的側面と精神的側面といった相互作用を探る。テクノアニミズムに関する研究の多くは神道宗教に根ざし、アクターネットワーク理論やDIY文化における非人間に対するテクノアニミスト的なエージェンシーの寄与などが研究されてきた。

## 背景と歴史

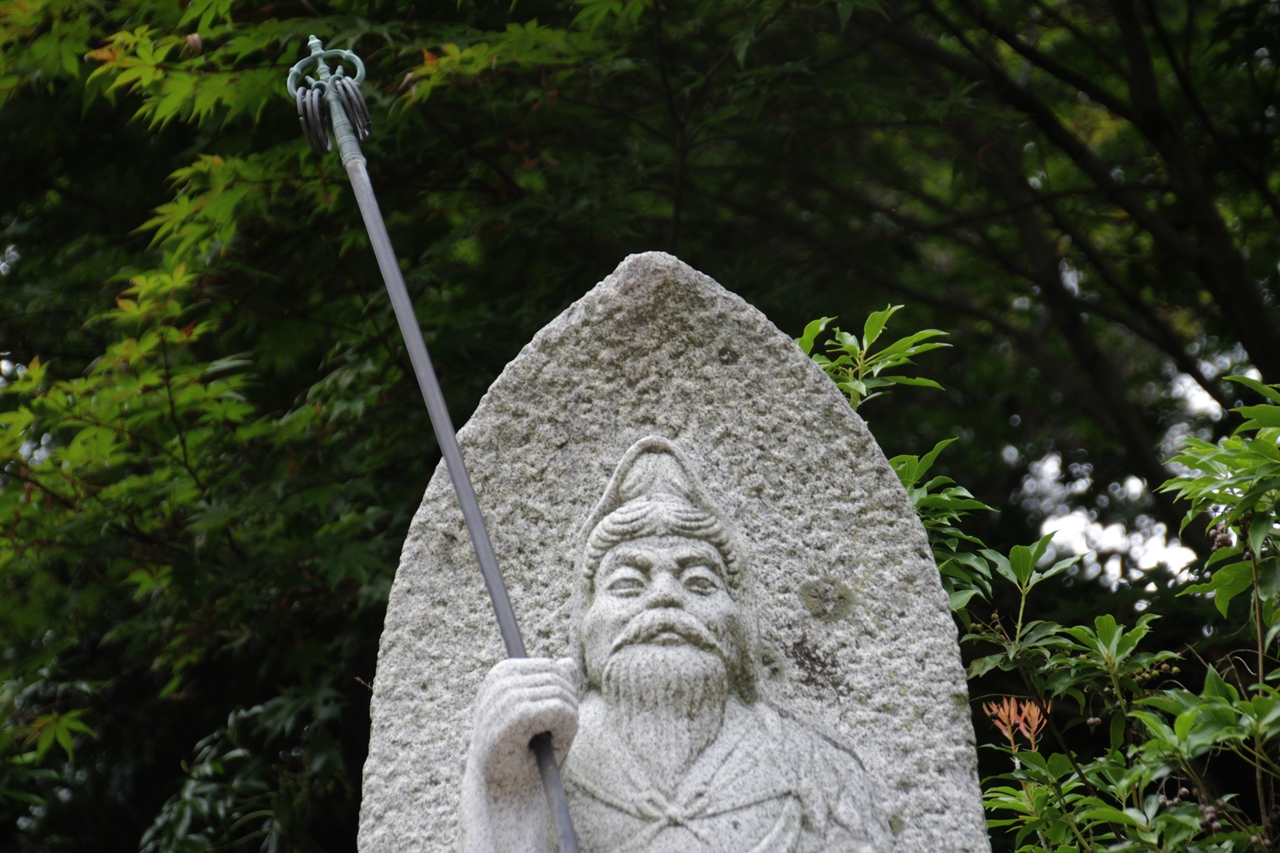
人間の形で表された道路と境界の神。

人間と精神的な特性を物理的な物体に浸透させる習慣は、常に神道の宗教の一部で 神道宗教の神々は、しばしば現実世界の物体を象徴し、その彫像はしばしば人間の形をとる。これにより人々は物理的により緊密な結合を形成しうるが日本文化では人間と人間以外の物体との相互作用は、人間と自然の調和した共存社会にとって重要であり このタイプの相互作用の主な例は、食事の前に日本人はいつも食事成分に対する感謝を表す「 いただきます」と言うことがあげられる。
テクノアニミズムは、人間の精神的特性をテクノロジーに浸透させることによる神道宗教の実践に基づいており、表現に関しては、テクノアニミズムはしばしば工学設計と、人々がやり取りする方法で具体化されている。より大きな社会的文脈では、テクノアニミズムは、新しい技術に常に伝統的な価値へと浸透させることができるため、技術を人間社会に統合する手段を提供している 。
テクノアニミズムの例として、DIYの倫理とメーカー文化 に存在する：最近の学者のテクノアニミズムの観察を示唆する研究は、物質的な組織と物質文化 における同時代の理論をポストモダン思想とアニミズムと「民族誌」 とを結び付け、物質的に高度に開発されるような状況、Do it yourselfでの副次文化的テクノロジーにおける同時代の民族誌学的な研究記録 、などがあげられる。

## 例

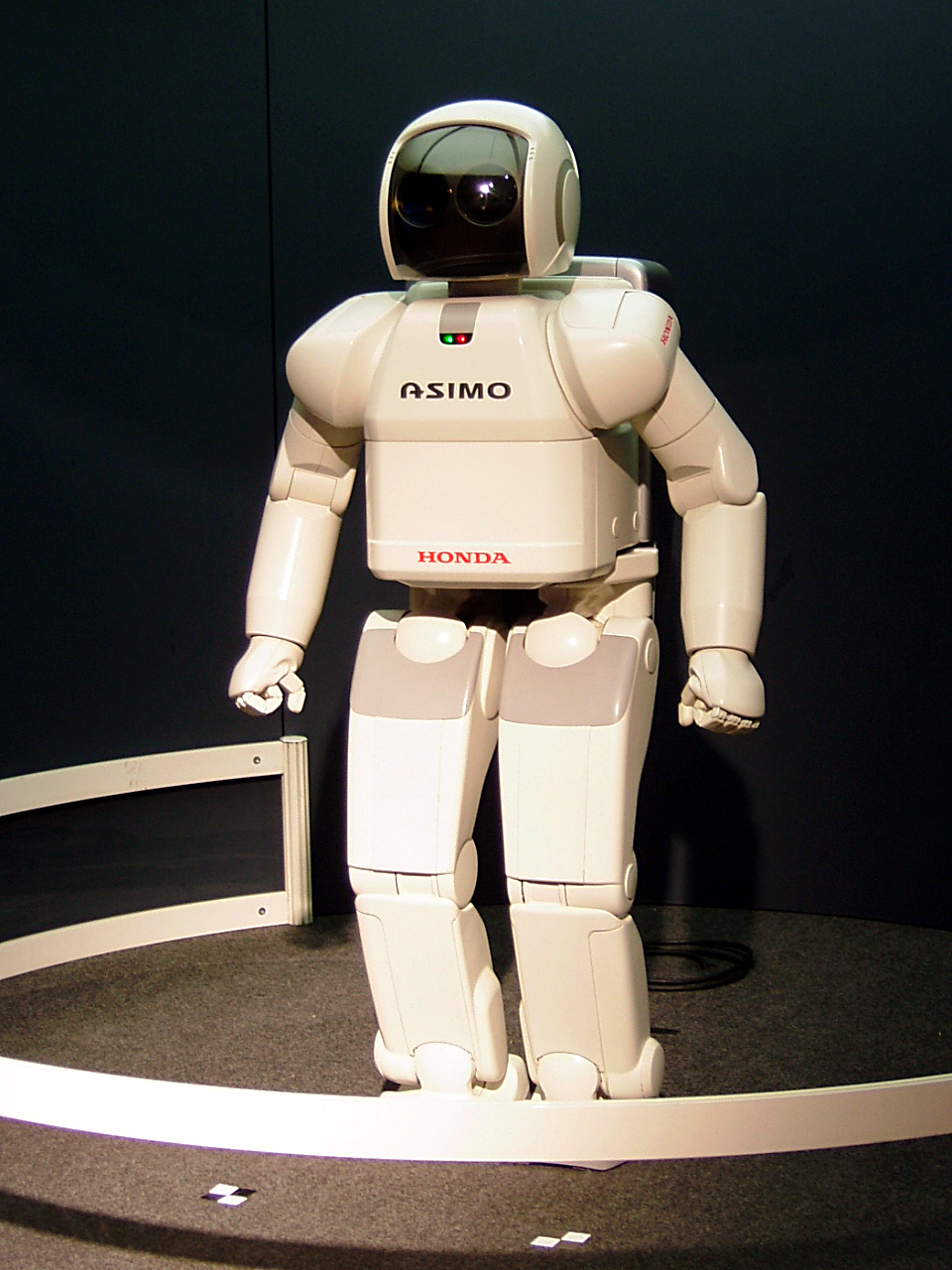
ホンダが設計した人型ロボット

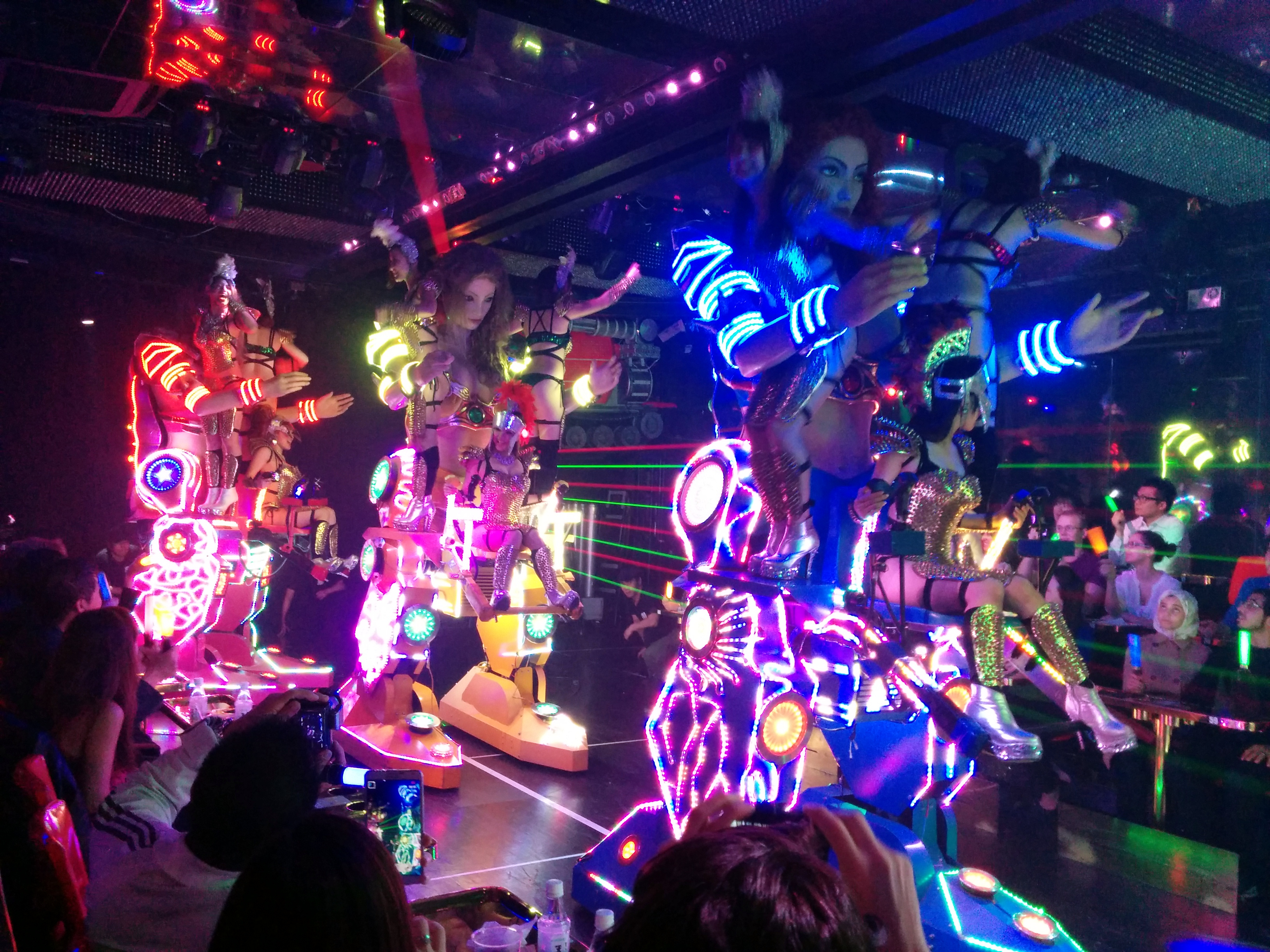
ロボットがショーで「踊る」「歌う」

特定の物体のデザインは、テクノアニミズムを示す人間関連の特性を持つことができ、ホンダが設計したASIMOというロボットは、宇宙服を着た宇宙飛行士の形をしているがフォームファクターと宇宙探査に関連する精神的価値により、ASIMOはテクノアニミズムの具体化となっている。さらに、ASIMOは言語やジェスチャーを介して人間と通信することもできる。コミュニケーションは、何かが個であるかどうかを決定する決定的な要因である が日本では、ロボット業界は会話型ロボットから性的ロボットまで幅広い機能を提供している。会話と性的関係は、かつては人間にのみ属する概念であったが、技術の進歩と技術的アニミズムは、人間と精神的な特性を具体化する工学設計でその障壁を打ち破っている。
物体の設計を超えて、人々が物体と対話することを選択する方法は、テクノアニミズムで示すこともできうる。東京 新宿には、ウェイターが人間ではなくロボットであるレストランがあり、ここでは顧客は他の人と話すのではなく、食事のプロセス全体を通して機械と対話するだけである。このプロセスで、顧客はテクノロジーが人間社会の一部になり、人間と相互作用する独自の方法を持つという事実を受け入れている 。

## 社会的影響
日本の文化と法律は、一般的にテクノアニミズムの傾向を支持しており、日本の近代化は西洋諸国に比べて比較的短期間で行われたことを考えると、テクノアニミズムは、日本が技術革新の世界的中心の一つとなった理由とも考えられている 。結果として、テクノアニミズムの受容こそが、文化的および立法的に日本の現在の姿なのである。

## 批判
一方で、哲学者の呉羽真は、テクノアニミズムが特に日本人に顕著であるという議論、またそのような態度が日本においてロボットなどの研究に有利に働いているという議論を批判的に検討している。呉羽はヒューマン＝ロボット・インタラクション分野における近年の研究を参照し、そこでは特に日本人がロボットに対して独特な親和的態度を持つというような結果が示されていないことを指摘している。また日本人はアニミズムを信仰しているからロボットに親和的であるという言説を、日本のロボット工学の発展にとって都合が良いという理由でロボット研究者が喧伝することにも呉羽は警鐘を鳴らしている。そのような言説は科学的・歴史学的に根拠に乏しいものであり、そのような言説を自分たちにとって都合良く利用することは、長期的にロボット研究者のコミュニティにとって不利益になりうる、と呉羽は論じる。

## 参照資料
1. ↑  Jensen, Casper (2013). “Techno-animism in Japan: Shinto Cosmograms, Actor-network Theory, and the Enabling Powers of Non-human Agencies”. Theory, Culture & Society.
2. 1 2  Emit Snake-Beings 2017. Maker Culture and DiY technologies: re-functioning as a Techno-Animist practice. Continuum: Journal of Media and Cultural Studies, Australia. doi:10.1080/10304312.2017.1318825
3. ↑  1902-1992., Imanishi, Kinji; 1902-1992., 今西, 錦司. A Japanese view of nature : the world of living things. Asquith, Pamela J., 1951-. London. ISBN 9781136131141. OCLC 862745839
4. ↑  R., Clammer, J. (2011). Difference and modernity : social theory and contemporary Japanese society. London: Routledge. ISBN 9780203841365. OCLC 704272999
5. 1 2  Tsurumi, K. (1992) Animism and Science. Research Papers series A-58, Institute of International Relations, Sophia University, Tokyo.
6. ↑  Emit Snake-Beings 2016. The DiY ['Do it yourself'] Ethos: A participatory culture of material engagement. Doctoral Thesis. "https://hdl.handle.net/10289/9973"
7. ↑  Bird-David, Nurit (1999). “"Animism" Revisited: Personhood, Environment, and Relational Epistemology”. Current Anthropology 40 (S1):  S68. doi:10.1086/200061.
8. ↑  Emit Snake-Beings 2018. Animism and Artefact: The entangled Agencies of a DIY [Do-It-Yourself] Maker. Visual Ethnography, Vol. 7, N. 2, University of Basilicata, Italy "https://www.snakebeings.co.nz/texts/2018%20artefact%20and%20animism.pdf"
9. ↑  Kaplan, F. (2004) ‘Who is afraid of the humanoid? Investigating cultural differences in the acceptance of robots’, International Journal of Humanoid Robotics. 1(3): 1-16. doi:10.1142/S0219843604000289
10. ↑   Themes and theories in modern Japanese history : essays in memory of Richard Storry. Henny, Sue, 1947-, Lehmann, Jean-Pierre, 1945-. London. ISBN 9781780939698. OCLC 868914617
11. ↑  呉羽真、「日本人とロボット --テクノアニミズム論への批判」、Contemporary and Applied Philosophy 2021, 13: 62-82。https://doi.org/10.14989/265441